# Will Ferrell
John William Ferrell (pronunciación en inglés /'fɛr.əl/; Irvine, California, 16 de julio de 1967), más conocido como Will Ferrell, es un actor, comediante, escritor y productor estadounidense. Ferrell empezó su carrera a finales de los años 1990 como miembro de reparto del programa de comedia y variedad Saturday Night Live de la cadena NBC, y después protagonizó en el cine películas de comedia tales como Old School, Elf, Anchorman: The Legend of Ron Burgundy, Kicking & Screaming, Talladega Nights: The Ballad of Ricky Bobby, Más extraño que la ficción, Blades of Glory, Semi-Pro, The Other Guys y Land of the Lost, entre otras. Es considerado como un miembro del "Frat Pack", una generación de actores de comedia de Hollywood que surgió a finales de los años 1990 y durante los años 2000, incluyendo entre otros a Jack Black, Ben Stiller, Steve Carell, Vince Vaughn, y a los hermanos Owen y Luke Wilson. El actor apareció también como invitado en una serie de cuatro historias en la serie The Office.
En 2001, Ferrell fue nominado para un Premio Emmy por su actuación en Saturday Night Live. También ha sido nominado para dos Premios Globo de Oro —uno por la película Los productores en 2006, y el otro por Más extraño que la ficción en 2008—.

## Biografía

### Inicios
Ferrell nació el 16 de julio de 1967 en Irvine, California, hijo de Betty Kay (de soltera Overman; nacida en 1940), una profesora en la escuela primaria Old Mill School  en Santa Ana College, y Roy Lee Ferrell Jr. (nacido en 1941), un músico que llegó a actuar con The Righteous Brothers. Sus padres nacieron en Roanoke Rapids, Carolina del Norte, y se trasladaron a California en 1964; Ferrell tiene ascendencia irlandesa. Ferrell tiene un hermano menor, Patrick. Cuando tenía 8 años de edad, sus padres se divorciaron. Ferrell dijo sobre el divorcio: "Yo era el tipo de chico que decía: 'Oye, mira el lado bueno! Vamos a tener dos Navidades.'" El divorcio fue amistoso y ambos padres compartieron la custodia de los niños. El mayor problema era el trabajo de Lee como actor en el mundo del espectáculo, tenía sueldos inestables y pasaba mucho tiempo fuera de casa. Creciendo en este ambiente, Ferrell decía que no quería entrar en el mundo del espectáculo.
Will asistió a la Turtle Rock Elementary y al Rancho San Joaquin Middle School, ambos en Irvine. Más tarde asistió a University High School en Irvine, y jugó de kicker en el equipo de fútbol americano de esta escuela. También fue capitán del equipo de baloncesto y fue miembro del consejo estudiantil. A modo de broma, fundó un "reptile club" (a pesar de que no conocía a nadie que tuviera uno), pero solamente duró dos semanas.
Ferrell llamó al tercer grado como "un año esencial" en su vida. Se dio cuenta de que podía hacer reír a sus compañeros de clase si fingía romperse la cabeza cerca de la pared, o si se tropezaba y caía a propósito; pensaba que era una buena manera de hacer amigos. según dijo al Orange County Register. En su último año de escuela secundaria, Ferrell y un amigo suyo interpretaban parodias cómicas a través de la megafonía de la escuela con el consentimiento del director, a cambio, los dos tenían que escribir sus propios materiales. Ferrell también actuó en parodias cómicas para los espectáculos de talentos de la escuela. Se ganó el superlativo de "Mejor Personalidad" votado por sus compañeros de clase.
Se matriculó en la Universidad del Sur de California, donde estudió periodismo y se unió a la fraternidad Delta Tau Delta. En el colegio mayor era conocido por sus bromas, en varias ocasiones, se ponía el traje del conserje y se paseaba por las clases de sus amigos. También fue conocido por actuar como un streaker, corriendo por el campus con algunos otros miembros de la fraternidad. Ferrell consiguió un puesto como reportero en el departamento deportivo de una cadena de televisión local, pero no disfrutaba con su trabajo.
Después de graduarse en periodismo deportivo en 1990, supo que no quería trabajar en el mundo de la radiodifusión y tuvo diversos trabajos, tales como aparca coches de hotel, pero en su segundo día rayó la parte superior de un monovolumen al intentar pasar por una marquesina que estaba demasiado baja. También trabajó como contable en Wells Fargo, pero se quedó corto en 300 dólares el primer día y en 280 dólares en el segundo; no robaba el dinero, eran simples descuidos y despistes.
En 1991, Ferrell dejó su casa gracias a los ánimos de su madre para que persiguiera algo que realmente le gustara, y se trasladó a Los Ángeles para comenzar su carrera en el teatro improvisacional.

### Carrera
Ferrell aprendió improvisación y comedia cuando asistió al Groundlings Theatre, un instituto de comedia basado en Los Ángeles. Dio en cuenta que gustó personificar personas notables, con Harry Caray, un locutor de radio, como uno de sus favoritos. También creó personajes originales, como los "Butabi Brothers," quienes salen a clubs de baile para ligar con mujeres, y son constantemente rechazados. Mientras tomando sus clases, Ferrell obtuvo un trabajo en una casa de subastas de su amiga, Viveca Paulin. El trabajo fue ideal, porque fue suficientemente flexible para que asistiera a las audiciones y los ensayos mientras también era empleado. Obtuvo papeles pequeños, incluyendo en las series de televisión Grace Under Fire y Living Single, en películas de bajo presupuesto como A Bucket of Blood, y en comerciales. En 1994, ganó una posición en el grupo profesional superior de The Groundlings.
Después de la dismunición de la popularidad del programa prestigioso de NBC Saturday Night Live en la temporada 1994-1995, un productor vio The Groundlings, y contrató a Ferrell, Chris Kattan, y a Cheri Oteri para aparecer en el programa comenzando en la próxima temporada. Después de unirse con SNL en 1995, Ferrell trabajó con el programa por siete años, dejándolo en 2002. Durante su tenencia en el programa, hizo un nombre por sí mismo con sus imitaciones de tales individuos como George W. Bush, Harry Caray, Robert Goulet, Neil Diamond, James Lipton, Ted Kennedy, Janet Reno, Ted Kaczynski, Alex Trebek, Jesse Ventura, Al Gore, Saddam Hussein y Fidel Castro. También creó personajes originales como Tom Wilkins, Marty Culp, Craig Buchanan, Dale Sturtevant, y David Leary. En 2001, Ferrell se convirtió en el miembro del elenco de Saturday Night Live con los salariales más altos, con un salario de $350,000 por temporada.

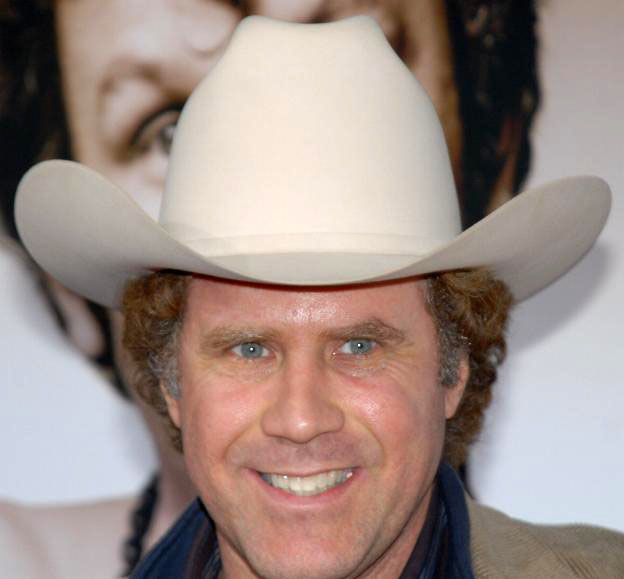
Will Ferrell en la premier de Walk Hard: The Dewey Cox Story, en diciembre de 2007.

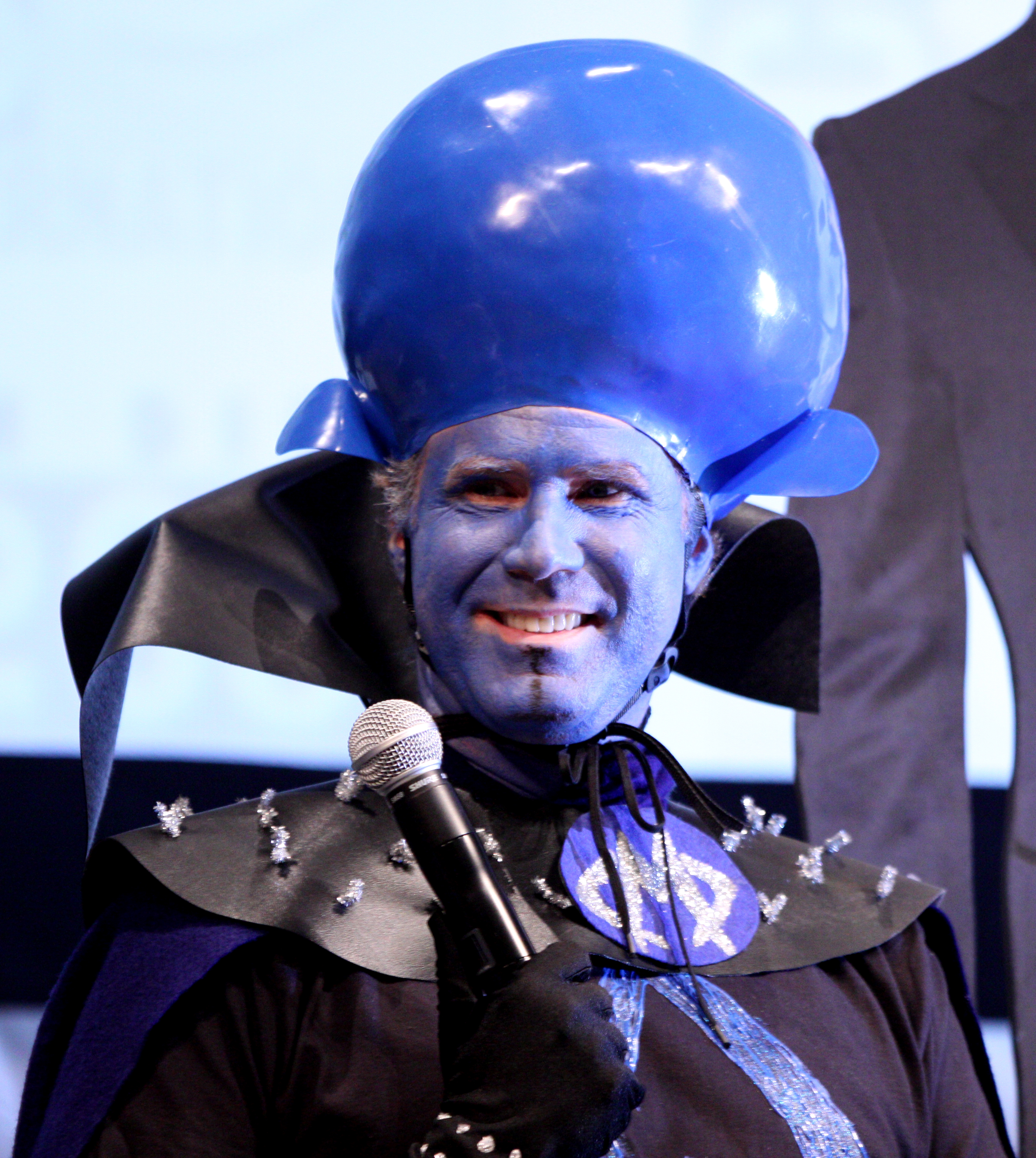
Will Ferrell disfrazado de Megamind en la Convención Internacional de Cómics de San Diego en 2010.

En 1995, el mismo año en que comenzó su carrera con SNL, Ferrell inició su carrera cinematográfica con dos papeles menores—como un hombre joven en la película televisiva A Bucket of Blood, y como un presentador de noticias en Criminal Hearts. Posteriormente, apareció en varias otras películas, tales como Men Seeking Women, Austin Powers: International Man of Mystery, A Night at the Roxbury, Superstar, The Ladies Man, Dick, Drowning Mona, Austin Powers: The Spy Who Shagged Me, Jay y Bob el Silencioso contraatacan y Zoolander.
Los primeros papeles protagonistas de Ferrell llegaron en 2003, después de su salida de SNL: como Frank "The Tank" Richard en Old School, y como el personaje titular en Elf. Ambas películas tuvieron éxito y recibieron nominaciones para Premios MTV Movie. Ferrell posteriormente continuó obteniendo papeles en películas de comedia de 2004 y 2005, tales como Melinda y Melinda, Anchorman: The Legend of Ron Burgundy, y Starsky & Hutch, lo que le valió un puesto en el "Frat Pack" de Hollywood. En 2006, Ferrell fue nombrado por Forbes como uno de los actores mejores pagados en el mundo, después de haber ganado 40 millones de dólares. El mismo año, protagonizó en Más extraño que la ficción y Talladega Nights: The Ballad of Ricky Bobby, ambos éxitos críticos. Cuando actuó en Más extraño que la ficción, Ferrell introdujo audiencias al potencial dramático de sus talentos. El 27 de diciembre de 2006, TheMagazine nombró a Ferrell como uno de sus tres "Actores del Año" en su edición "Reseña del año."
Ferrell apareció como parte de un paquete de vídeo antes del Rose Bowl, junto con Matthew McConaughey, un alumbre de la Universidad de Texas en Austin. También cantó una canción sobre Lance Armstrong y Neil Armstrong en una ceremonia de los Premios ESPY en 2006. Junto con John C. Reilly, asumió un puesto durante la ceremonia de 2008 en donde hicieron demandos para sus apariciones en la ceremonia de los Premios ESPY, tales como pedir a Greg Oden, un pívot para los Portland Trail Blazers, que póngalos a la cama y dígales las historias de épocas antiguas como la Guerra Fría, para que los Juegos Olímpicos puedan ser interesantes otra vez.
Ferrell participó en una actuación de comedia musical en los Premios Óscar de 2006 con John C. Reilly y Jack Black, en donde cantaron una canción sobre el desaire de comedias por los votantes, en favor de dramas.
En 2010, Ferrell produjo de The Other Guys, una película cómica sobre un dúo de detectives en Nueva York, Allen Gamble (interpretado por Ferrell) y Terry Hoitz (interpretado por Mark Wahlberg). El reparto coral de esta película comprende Dwayne Johnson, Samuel L. Jackson, Michael Keaton, Eva Mendes, Steve Coogan, y Ray Stevenson. La película fue un éxito comercial, ganando más que 840.000.000 dólares, y se revisó de manera positiva por los críticos.
Ferrell ha trabajado como un actor de voz en varios programas animados de la televisión, incluyendo su interpretación de Bob Oblong, un padre del estilo de los años 1950 que no tiene brazos ni piernas, en la serie animada efímera Los Oblongs. Ha hecho varias apariciones en Padre de familia (Family Guy en inglés), donde interpretó el Caballero Negro en "Mr. Saturday Knight," así como el Tipo Gordo Griego y Miles "Chatterbox" Musket en Quince minutos de vergüenza. Ferrell también interpretó el papel de Ted (también conocido como "El Hombre del Sombrero Amarillo") en la película de 2006 Jorge el curioso: La Película, y apareció como un invitado en un episodio de la comedia King of the Hill en FOX como un entrenador políticamente correcta de fútbol. Prestó su voz al personaje titular en la película Megamind, estrenada en 2010 por Dreamworks Animation.
Ferrell hizo su debut en Broadway actuando como George W. Bush, el presidente saliendo de los Estados Unidos, en un espectáculo llamado You're Welcome America: A Final Night with George W. Bush. El espectáculo comenzó sus actuaciones el 20 de enero de 2009, el último día de la presidencia de Bush, en previsualizaciones en el Cort Theatre, y abrió oficialmente el 1 de febrero del mismo año. El espectáculo con participación limitada terminó el 15 de marzo de 2009.

### Vida personal
En agosto de 2000, Ferrell se casó con Viveca Paulin, una actriz sueca, a quien encontró en una clase de actuación. Viven en la Ciudad de Nueva York y en el Condado de Orange en California, y tienen tres hijos: Magnus Paulin Ferrell, nacido el 7 de marzo de 2004, Mattias Paulin Ferrell, nacido el 30 de diciembre de 2006, y Axel Paulin Ferrell, nacido el 23 de enero de 2010.

En 2006, I-Newswire.com, un sitio web que acepta las propuestas de sus lectores y las publica como "comunicados de prensa," informó que Ferrell había fallecido en un accidente de parapente. El engaño fue publicado antes de que su inexactitud factual fuese notado. La historia fue más propagada cuando apareció en Google Noticias.

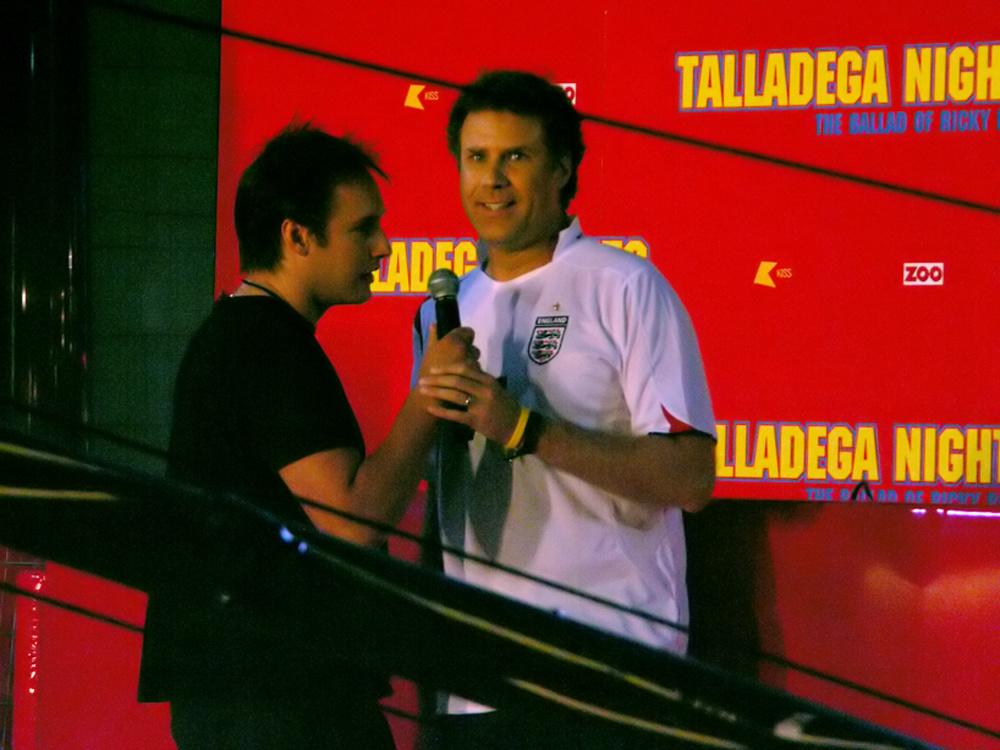
Will Ferrell en la premier de Talladega Nights: The Ballad of Ricky Bobby.

Ferrell es un fanático de fútbol de los Southern California Trojans. En la Universidad del Sur de California, Ferrell era un miembro de la fraternidad Delta Tau Delta, y es ahora un alumno activo. Ferrell ha trabajado con Pete Carroll, anteriormente un entrenador principal para la universidad, para hacer trucos de motivación para los jugadores durante la temporada.
En una entrevista reciente para Hockey Night In Canada Ferrell comenta que ha sido fanático de Los Angeles Kings NHL desde que Marcel Dione se convirtió en la cara de la franquicia en la década de 1970.
Ferrell es también un partidario del Chelsea Football Club, un club de fútbol británico del Premier League. Ferrell representó Chelsea como el capitán honorario en el lanzamiento de la moneda antes del partido entre Chelsea y el Inter de Milán en el Estadio Rose Bowl en Pasadena, California, el 21 de julio de 2009.
Ferrell practica jogging y ha participado en varios maratones mayores tales como el Maratón de Boston, el Maratón de Nueva York, y el Maratón de Estocolmo.
Ferrell había notado que, aunque fue bien conocido por su parodia del Presidente George W. Bush en Saturday Night Live, decidió en varias ocasiones que, por razones profesionales y políticas, no quería encontrar el presidente, a diferencia de la relación sociable que Dana Carvey es famoso por tener con George H. W. Bush. Ferrell también apareció en un episodio de Man vs. Wild en donde viajó a lo largo de las tundras de Suecia con Bear Grylls, el presentador del programa. En el episodio, Ferrell encontró varias situaciones únicas, que incluyeron comer el ojo de un reno.
Ferrell hizo un debut cómico como un relevista para el Round Rock Express, el afiliado Triple-A de los Houston Astros, el 6 de mayo de 2010. Fue introducido como "Billy Ray Johnson," y jugó para la sexta entrada. Luego entretuvo a los fanáticos trayendo un saco con latas de cerveza al montículo, así como siendo expulsado por el bateador opuesto. La aparición de Ferrell fue para promover The Will Powered Golf Classic al siguiente día en el Cimarron Hills Country Club, que beneficia a Cancer for College, una organización que proporciona becas a sobrevivientes de cáncer.
Ferrell tiene un patrimonio neto estimado de 80.000.000 dólares.
Muchos señalan que es parecido a Chad Smith, el baterista de Red Hot Chili Peppers. Incluso, ha tocado la batería en The Tonight Show Starring Jimmy Fallon en un drum-off contra Smith en 2014.

## Filmografía

### Cine
| Año  | Título | Papel                                  | Notas                                     |
| ---- | --- | -------------------------------------- | ----------------------------------------- |
| 1995 | A Bucket of Blood | Hombre joven                           | Hecho para la televisión                  |
| 1996 | Criminal Hearts | Presentador de programas de noticias   |                                           |
| 1997 | Austin Powers: International Man of Mystery | Mustafa                                |                                           |
| 1997 | Men Seeking Women | Al                                     |                                           |
| 1998 | A Night at the Roxbury Conocida en Latinoamérica como Una noche en el Roxbury                                                                     | Steve Butabi                           | También guionista                         |
| 1998 | The Thin Pink Line | Darren Clark                           |                                           |
| 1999 | Superstar | Sky Corrigan/Dios                      |                                           |
| 1999 | Dick | Bob Woodward                           |                                           |
| 1999 | Austin Powers: The Spy Who Shagged Me | Mustafa                                |                                           |
| 1999 | The Suburbans | Gil                                    |                                           |
| 2000 | The Ladies Man | Lance DeLune                           |                                           |
| 2000 | Drowning Mona | Cubby el director funerario            |                                           |
| 2001 | Zoolander | Jacobim Mugatu                         |                                           |
| 2001 | Jay and Silent Bob Strike Back Conocida en Iberoamérica como Jay y Bob el Silencioso contraatacan                                                 | Federal Wildlife Marshal Willenholly   |                                           |
| 2002 | Mr. Deeds | Buddy Ward                             |                                           |
| 2003 | Old School Conocida en España como Aquellas juergas universitarias Conocida en Hispanoamérica como Aquellos viejos tiempos                        | Frank "The Tank" Ricard                |                                           |
| 2003 | Elf | Buddy                                  |                                           |
| 2004 | Melinda and Melinda | Hobie                                  |                                           |
| 2004 | Anchorman: The Legend of Ron Burgundy | Ron Burgundy                           | También guionista                         |
| 2004 | Wake Up, Ron Burgundy: The Lost Movie | Ron Burgundy                           | Directamente en DVD También guionista     |
| 2004 | Starsky & Hutch | Big Earl                               | Sin acreditar                             |
| 2004 | Oh, What a Lovely Tea Party | Sí mismo                               |                                           |
| 2005 | The Producers Conocida en Iberoamérica como Los productores                                                                                       | Franz Liebkind                         |                                           |
| 2005 | Wedding Crashers | Chazz Reinhold                         | Sin acreditar                             |
| 2005 | Winter Passing | Corbit                                 |                                           |
| 2005 | Bewitched | Jack Wyatt/Darrin                      |                                           |
| 2005 | Kicking & Screaming | Phil Weston                            |                                           |
| 2005 | The Wendell Baker Story | Dave Bix                               |                                           |
| 2006 | Stranger Than Fiction Conocida en Iberoamérica como Más extraño que la ficción                                                                    | Harold Crick                           |                                           |
| 2006 | Talladega Nights: The Ballad of Ricky Bobby Conocida en España como Pasado de Vueltas, y en Latinoamérica como Ricky Bobby: Loco por la velocidad | Ricky Bobby                            | También guionista y productor ejecutivo   |
| 2006 | Curious George Conocida en Iberoamérica como Jorge el Curioso: La Película                                                                        | Ted/El Hombre del Sombrero Amarillo    | Papel de voz                              |
| 2007 | Blades of Glory | Chazz Michael Michaels                 |                                           |
| 2008 | Semi-Pro | Jackie Moon                            |                                           |
| 2008 | Step Brothers | Brennan Huff                           | También guionista y productor ejecutivo   |
| 2009 | Land of the Lost | Dr. Rick Marshall                      |                                           |
| 2009 | The Goods: Live Hard, Sell Hard Conocida en Iberoamérica como Quemando Ruedas: Vender o Morir                                                     | Craig McDermott                        | Sin acreditar También productor           |
| 2009 | SpongeBob's Truth or Square | Sí mismo                               |                                           |
| 2010 | The Other Guys | Detective Allen Gamble                 | También productor ejecutivo               |
| 2010 | Megamind Conocida en Iberoamérica como Megamente                                                                                                  | Megamind                               | Papel de voz                              |
| 2010 | Hubworld | Sí mismo                               | Estrella invitada Temporada 1, Episodio 1 |
| 2010 | Everything Must Go | Nick Halsey                            |                                           |
| 2011 | Jon Benjamin Has A Van |                                        | También productor ejecutivo               |
| 2011 | Casa de Mi Padre | Armando Alvarez                        | En español También productor              |
| 2011 | Hansel and Gretel: Witch Hunters |                                        | También un productor                      |
| 2011 | Fight for Your Right Revisited | Ad-Rock (B-Boys 2)                     |                                           |
| 2012 | Tim and Eric's Billion Dollar Movie | Se anunciará                           | También productor y coproductor           |
| 2012 | Bouncers |                                        | También productor                         |
| 2012 | The Campaign | Cam Brady                              | También productor                         |
| 2013 | The Internship | Kevin                                  | Sin acreditar                             |
| 2013 | Anchorman 2: The Legend Continues | Ron Burgundy                           | También escritor y productor              |
| 2014 | The Lego Movie | Lord Business (voz) / The Man Upstairs |                                           |
| 2015 | Get Hard | James King                             | También productor                         |
| 2015 | A Deadly Adoption | Robert Benson                          | Telefilme                                 |
| 2015 | Daddy's Home | Brad Whitaker                          | También productor                         |
| 2016 | Zoolander 2 | Jacobim Mugatu                         |                                           |
| 2017 | Russ & Roger Go Beyond | Russ Meyer                             |                                           |
| 2017 | Daddy's Home 2 | Brad Whitaker                          |                                           |
| 2017 | The House | Scott Johansen                         |                                           |
| 2018 | Holmes and Watson | Sherlock Holmes                        | También productor                         |
| 2019 | Zeroville | Rondell                                |                                           |
| 2020 | Eurovision Song Contest: The Story of Fire Saga                                                                                                   | Lars Erickssong                        | También guionista                         |
| 2020 | Cuesta Abajo | Billie Staunton                        |                                           |
| 2022 | Spirited | Ebenezer Scrooge                       |                                           |
| 2023 | Barbie | Director ejecutivo de Mattel           |                                           |
| 2023 | Quiz Lady | Terry McTeer                           | También productor                         |
| 2023 | Strays | Reggie (voz)                           |                                           |
| 2024 | Despicable Me 4 | Maxime Le Mal (voz)                    |                                           |
| 2024 | The Boys (serie de televisión) | Sí mismo                               |                                           |
| 2025 | You're Cordially Invited | Jim Caldwell                           | También productor                         |

### Televisión
- Saturday Night Live (miembro del reparto desde 1995 hasta 2002, presentador en 2005 y 2009)
- Cow & Chicken (1997-1999, voz en varios episodios)
- Saturday Night Live: Presidential Bash 2000 (sí mismo)
- Family Guy (como el Caballero Negro, 2001)
- Undeclared (estrella invitada)
- The Oblongs (voz de Bob Oblong, 2001-2002)
- King of the Hill (voz del Entrenador Lucas, 1999)
- The Tom Green Show (estrella invitada)
- The Naked Trucker and T-Bones Show (estrella invitada)
- Ant and Dec's Saturday Night Takeaway (voz en off, invitado)
- Eastbound & Down (Ashley Schaeffer, propietario de una concesión de BMW)
- You're Welcome America: A Final Night with George W. Bush
- Man vs. Wild (estrella invitada)[37][38]
- Live with Regis and Kelly (presentador invitado)
- Premios Tony 2009, Premios MTV Movie 2009, y Premios TV Land 2009
- The Merrick & Rosso Show (como sí mismo, 2009)
- SpongeBob SquarePants (como sí mismo, 2009)
- Strangers With Candy (2000)
- Funny or Die Presents (2010)
- Tim and Eric Awesome Show, Great Job! (2010)
- 30 Rock (como el Cazador de Perras, 2010)
- The Office (como Deangelo Vickers, 2011)
- The Campaign (como Cam Brady, 2012)
- El último hombre en la Tierra (como Gordon, 2015) (2x02)

## Salario
- Talladega Nights: The Ballad of Ricky Bobby (2006) 20.000.000 USD[39]
- Bewitched (2005) 20.000.000 USD[39]
- Kicking & Screaming (2005) 20.000.000 USD[39]
- Anchorman: The Legend of Ron Burgundy (2004) 6.900.000 USD[39]

## Premios y nominaciones

### Globos de Oro
| Año  | Categoría                                       | Trabajo nominado           | Resultado |
| ---- | ----------------------------------------------- | -------------------------- | --------- |
| 2006 | Globo de Oro al mejor actor - Comedia o musical | Más extraño que la ficción | Nominado  |
| 2006 | Globo de Oro al mejor actor de reparto          | Los productores            | Nominado  |

### Satellite Awards
| Año  | Categoría                     | Trabajo nominado           | Resultado |
| ---- | ----------------------------- | -------------------------- | --------- |
| 2006 | Mejor Actor - Comedia/Musical | Más extraño que la ficción | Candidato |

### Otros premios
| Premio                            | Año  | Categoría                                           | Trabajo nominado                                            | Resultado |
| --------------------------------- | ---- | --------------------------------------------------- | ----------------------------------------------------------- | --------- |
| Premios Emmy                      | 2001 | Mejor Actuación en un Programa de Variedad o Música | Saturday Night Live                                         | Nominado  |
| Premios ESPY                      | 2007 | Mejor Película de Deportes                          | Talladega Nights: The Ballad of Ricky Bobby                 | Ganó      |
| Premios ESPY                      | 2008 | Mejor Película de Deportes                          | Semi-Pro                                                    | Ganó      |
| Premios MTV Movie                 | 2003 | Mejor Actuación Cómica                              | Old School                                                  | Nominado  |
| Premios MTV Movie                 | 2004 | Mejor Actuación Cómica                              | Elf                                                         | Nominado  |
| Premios MTV Movie                 | 2005 | Mejor Actuación Cómica                              | Anchorman: The Legend of Ron Burgundy                       | Nominado  |
| Premios MTV Movie                 | 2007 | Mejor Beso                                          | Talladega Nights: The Ballad of Ricky Bobby                 | Ganó      |
| Premios Nickelodeon's Kids Choice | 2011 | Favorito Luchador                                   | Megamind                                                    | Ganó      |
| Premios Nickelodeon's Kids Choice | 2025 | Voz masculina favorita de película animada          | Su voz para Maxime Le Mal en Despicable Me 4                | Nominado  |
| Premios Razzie                    | 2005 | Peor Actor                                          | Kicking & Screaming                                         | Nominado  |
| Teen Choice Awards                | 2004 | Mejor Actor en una Película de Comedia              | Elf                                                         | Nominado  |
| Teen Choice Awards                | 2005 | Mejor Actor en una Película de Comedia              | Anchorman: The Legend of Ron Burgundy y Kicking & Screaming | Nominado  |
| Teen Choice Awards                | 2007 | Mejor Actor en una Película de Comedia              | Talladega Nights: The Ballad of Ricky Bobby                 | Ganó      |
| Teen Choice Awards                | 2008 | Mejor Actor en una Película de Comedia              | Semi-Pro                                                    | Nominado  |
| Teen Choice Awards                | 2009 | Mejor Actor en una Película de Comedia              | Land of the Lost                                            | Nominado  |